# A Flintstone család (film)
A Flintstone család (eredeti cím: The Flintstones) 1994-ben bemutatott amerikai film, amely a Frédi és Béni, avagy a két kőkorszaki szaki című rajzfilmsorozat alapján készült. Az élőszereplős játékfilm rendezője Brian Levant, producere Bruce Cohen. A forgatókönyvet Tom S. Parker, Jim Jennewein és Steven E. de Souza írta, a zenéjét David Newman szerezte. A mozifilm az Amblin Entertainment és a Hanna-Barbera gyártásában készült, a Universal Pictures forgalmazásában jelent meg.
Amerikában 1994. május 27-én, Magyarországon 1994. szeptember 15-én mutattak be a mozikban.

## Szereplők
| Szereplő                | Színész                     | Magyar hang        |
| ----------------------- | --------------------------- | ------------------ |
| Flintstone Frédi        | John Goodman                | Hollósi Frigyes    |
| Dorongi Béni            | Rick Moranis                | Forgács Gábor      |
| Flintstone Vilma        | Elizabeth Perkins           | Borbás Gabi        |
| Dorongi Irma            | Rosie O’Donnell             | Rátonyi Hajni      |
| Cliff Vandercave        | Kyle MacLachlan             | Kassai Károly      |
| Kénkövi Sharon Stone    | Halle Berry                 | Kisfalvi Krisztina |
| Pearl Slaghoople        | Elizabeth Taylor            | Halász Aranka      |
| Kőkobaki úr             | Dann Florek                 | Perlaki István     |
| Flintstone Enikő        | Elaine és Melanie Silver    | Szőnyi Juli        |
| Dorongi Bamm-Bamm       | Hlynur és Marinó Sigurdsson | Szalay Csongor     |
| Mrs. Pyrite             | Sheryl Lee Ralph            | Zsolnai Júlia      |
| Hoagie                  | Richard Moll                | Kristóf Tibor      |
| Joe Rockhead            | Irwin Keyes                 | Barbinek Péter     |
| Ősz férfi               | Jonathan Winters            | Pusztai Péter      |
| Bedrock's műsorvezetője | Jay Leno                    | Áron László        |
| Utaskísérőnő            | Janice Kent                 | Mics Ildikó        |
| Boltos                  | Rod McCary                  | Antal László       |
| Szereplő                | Eredeti hang                | Magyar hang        |
| Diktacsőr               | Harvey Korman               | Kocsis György      |
| Dínó                    | Mel Blanc (archív felvétel) | saját hangján      |
| Rádióbemondó            | N/A                         | Imre István        |
| Kupaknyitó madár        | N/A                         | Varga Tamás        |

## Betétdalok[4]
- (Meet) The Flintstones
- The Bedrock Twitchrock with the Caveman
- Walk the Dinosaurhit & Run Holiday
- Prehistoric Dazei Show
- Ed a Caveman How to Rock
- Anarchy in the UK